# 胡平運
胡平運（？年—？年），字明卿，號南石，广东广州府顺德县人。明末政治人物。

## 生平
崇祯三年（1630年）庚午科广东乡试解元，四年（1631年）联捷辛未科进士，刑部观政后，改庶吉士，六年授陕西道御史，巡察節慎庫，七年管理十库、卢沟桥，巡视皇城、厂库，又巡按贵州。崇祯九年（1636年）升江西右参议，改任福建水利道參議，升广西参政，皆未上任。回乡后丁父忧，哀伤成病而卒。